# La notte dei morti viventi 3D
La notte dei morti viventi 3D è un film horror statunitense del 2006 diretto da Jeff Broadstreet, con Sid Haig, Brianna Brown e Adam Chambers.
Il film è un remake apocrifo del cult movie del 1968 La notte dei morti viventi, di George A. Romero.

## Trama
Barbra e suo fratello Johnny viaggiano nella campagna per partecipare al funerale della loro zia, ma arrivano tardi e finiscono nel cimitero. Vedono che il luogo è vuoto, ma vengono poi attaccati da alcuni zombie. Johnny fugge in auto lasciando Barbra da sola in balia degli zombie, ma viene in seguito salvata da Ben, uno studente universitario. Il ragazzo porta Barbra alla fattoria dei Cooper, i quali si barricano a causa dell'attacco degli zombie. Quando la fattoria viene circondata dal gruppo di zombie, il becchino del luogo Gerald racconta al gruppo di sopravvissuti una storia: la storia delle origini degli zombie.

## Produzione
La pellicola venne girata con la tecnica del 3D. A differenza del remake del 1990, questo venne prodotto senza permesso dei creatori del film originale.
Il regista Jeff Broadstreet scrisse la parte di Gerald Tovar Jr. espressamente per Sid Haig, ma non glielo rivelò fino alla fine delle riprese.

## Distribuzione
Il film uscì nelle sale statunitensi il 10 novembre 2006, mentre in Italia uscì direttamente in DVD il 27 agosto 2010.